# 理想 (环论)
理想（英語：Ideal）是一个环论中的概念。
若某环的子集为在原环加法的定义下的子群，且其中的元素在原环乘法下与任意原环中的元素结果都在该子群中，则称其为原环的理想。
通俗地说，一环的理想在加法上成群且在乘法上表现如同一个黑洞。
理想是整数的某些子集，例如偶数或3的倍数组成的集合的推廣。两个偶数相加或相减结果仍是偶数，偶数与任意整数相乘的结果也仍是偶数；这些闭包和吸收的性质正是理想的定义。理想可以被用来构造商环，这类似于在群论里，正规子群可以被用来构造商群。

## 历史
恩斯特·库默尔提出了理想数的概念，以此作为那些不具有唯一因子分解的数环的“缺失”的因子。“理想”在这里的意思是它只存在于想象中，可以类比在几何中那些“理想”的几何对象，比如无穷远处的点。随后在1876年，理查德·戴德金在狄利克雷的数论讲义书的第三版中用被称为“理想”的数的集合代替了库默尔之前未定义的概念。之后这个概念被大卫·希尔伯特和艾米·诺特从数环拓展到了多项式环以及其他交换环上。

## 定义
环(R,+,·)，已知(R, +)是阿贝尔群。R的子集I称为R的一个右理想，若I满足：
1. (I, +)构成(R, +)的子群。
2. ∀i ∈ I，r ∈ R，i·r ∈ I。

类似地，I称为R的左理想，若以下条件成立：
1. (I, +)构成(R, +)的子群。
2. ∀i ∈ I，r ∈ R，r·i ∈ I。

若I既是R的右理想，也是R的左理想，则称I为R的双边理想，简称R上的理想。

### 示例
- 整数环的理想：整数环Z只有形如nZ的理想。

### 一些结论
- 在环中，（左或右）理想的交和并仍然是（左或右）理想。
- 对于R的两个理想A，B，记{\displaystyle AB=\left\{\sum _{k=0}^{n}a_{k}b_{k}|a_{k}\in A,b_{k}\in B\right\}}。按定义不难证明：

1. 如果A是R的左理想，则AB是R的左理想。
2. 如果B是R的右理想，则AB是R的右理想。
3. 如果A是R的左理想，B是R的右理想，则AB是R的双边理想。

- R的子集I是R的理想，若I满足：

1. ∀a,b ∈ I，a - b∈I。
2. ∀a ∈ I, r ∈ R，则a·r∈ I。

- 交换环的理想：交换环的理想都是双边理想。
- 除环的理想：除环中的（左或右）理想只有平凡（左或右）理想。

## 生成理想
如果 {\displaystyle A} 是环 {\displaystyle R} 的一个非空子集，令 {\displaystyle \left\langle A\right\rangle =RA+AR+RAR+\mathbb {Z} A}, 其中
{\displaystyle \mathbb {Z} A=\left\{\sum _{i=1}^{n}m_{i}a_{i}:m_{i}\in \mathbb {Z} ,\,a_{i}\in A,\,n\geq 1\right\};}
{\displaystyle RA=\left\{\sum _{i=1}^{n}r_{i}a_{i}:r_{i}\in R,\,a_{i}\in A,\,n\geq 1\right\};}
{\displaystyle AR=\left\{\sum _{i=1}^{n}a_{i}r_{i}:r_{i}\in R,\,a_{i}\in A,\,n\geq 1\right\};}
{\displaystyle RAR=\left\{\sum _{i=1}^{n}r_{i}a_{i}r_{i}':r_{i},r_{i}'\in R,\,a_{i}\in A,\,n\geq 1\right\},}
则 {\displaystyle \left\langle A\right\rangle } 是环 {\displaystyle R} 的理想，这个理想称为 {\displaystyle R} 中由 {\displaystyle A} 生成的理想，{\displaystyle A} 称为生成元集。同群的生成子群类似，{\displaystyle \left\langle A\right\rangle } 是 {\displaystyle R} 中所有包含 {\displaystyle A} 的理想的交，因此是 {\displaystyle R} 中包含 {\displaystyle A} 的最小理想。下面是生成理想的几种特殊情况：
1. 当 {\displaystyle R} 是交换环时，{\displaystyle \left\langle A\right\rangle =RA+\mathbb {Z} A};
2. 当 {\displaystyle R} 是有单位元{\displaystyle 1}的环时，{\displaystyle \left\langle A\right\rangle =RAR};
3. 当 {\displaystyle R} 是有单位元的交换环时，{\displaystyle \left\langle A\right\rangle =RA}.

## 主理想
设集合A = {a1,a2,...,an}，则记<A> = <a1,a2,...,an>，称{\displaystyle \left\langle A\right\rangle }是有限生成理想。特别当{\displaystyle A=\left\{a\right\}}是单元素集时，称{\displaystyle \left\langle A\right\rangle =\left\langle a\right\rangle }为环R的主理想。注意{\displaystyle \left\{a\right\}}作为生成元一般不是唯一的，如{\displaystyle \left\langle a\right\rangle =\left\langle -a\right\rangle }。{\displaystyle \left\langle a\right\rangle }的一般形式是：
{\displaystyle \left\langle a\right\rangle =\left\{\sum _{k=1}^{m}x_{k}ay_{k}+sa+at+na|x_{k},y_{k},s,t\in R,n,m\in Z\right\}}
- 性质：{\displaystyle \left\langle A\right\rangle =\sum _{a\in A}\left\langle a\right\rangle }

几类特殊环中的主理想：
1. 如果是交换环，则{\displaystyle \left\langle a\right\rangle =\left\{sa+na|s\in R,n\in Z\right\}}
2. 如果是有单位元的环，则{\displaystyle \left\langle a\right\rangle =\left\{\sum _{k=1}^{m}x_{k}ay_{k}|x_{k},y_{k}\in R,m\in Z,m>0\right\}}
3. 如果是有单位元的交换环，则{\displaystyle \left\langle a\right\rangle =\left\{sa|s\in R\right\}}

## 相关概念和结论
- 真理想：若I是环R的理想，且I是R的真子集，I称为R的真理想。
- 极大理想：环R的一个真理想I被称为R的极大理想，若不存在其他真理想J，使得I是J的真子集。
  - 极大左理想：设I是环R的左理想，若I ≠ R并且在I与R之间不存在真的左理想，则称I是环R的一个极大左理想。极大左理想与极大理想之间有如下关系：
    1. 如果I是极大左理想，又是双边理想，则I是极大理想。
    2. 极大理想未必是极大左理想。

  - 单环：在幺环中，若零理想是其极大理想，称该环为单环。
    - 除环是单环，其零理想是极大理想。
    - 域是单环。

  - 在整数环Z中，由p生成的主理想是极大理想的充分必要条件是：p是素数。
  - 设R是有单位元1的交换环。理想I是R的极大理想的充分且必要条件是：商环R / I是域。
  - 设I是环R的左理想，则I是R的极大左理想的充分必要条件是对R的任意一个不含在I中的左理想J都有I+J=R。
- 素理想：环R的真理想I被称为素理想，若∀R上的理想A，B，有AB ⊆ I ⇒ A ⊆ I或B ⊆ I。
- 素环：若环R的零理想是素理想，则称R是素环（或质环）。
  - 无零因子环是素环。
  - 在交换环R中，真理想I是素理想的充要条件是：R / I是素环。
- 准素理想：环R的真理想I。若∀R上的理想P，有P2 ⊆ I ⇒ P ⊆ I，称I是R的准素理想。
  - 准素理想是一类比素理想相对较弱的理想。素理想是准素理想，反之不成立。